# Stefan Eidinger
Stefan Eidinger (* 7. November 1962) ist ein ehemaliger deutscher Fußballspieler.

## Karriere
Eidinger spielte für die Amateure von Hannover 96, bevor er im Profiteam zum Einsatz kam. In der Saison 1985/86 gab er sein Debüt in der Bundesliga: Er wurde am 25. Spieltag im Auswärtsspiel beim 1. FC Saarbrücken von Trainer Jörg Berger für Jürgen Baier eingewechselt. Berger war nach Werner Biskup und Jürgen Rynio bereits der dritte Verantwortliche bei den Niedersachsen in dieser Saison. Seinen zweiten Einsatz absolvierte Eidinger am letzten Spieltag der Saison, der Abstieg Hannovers war bereits besiegelt und an der Seitenlinie war mittlerweile Helmut Kalthoff als vierter Trainer jener Spielzeit verantwortlich.
In der folgenden Saison in der 2. Bundesliga blieb Eidinger Ergänzungsspieler; er konnte sich nicht gegen seine Mitspieler Siegfried Reich, Gregor Grillemeier, Frank Hartmann und Rachid Belarbi durchsetzen. So absolvierte er zwei Kurzeinsätze und war damit am Gewinn der Meisterschaft und dem direkten Wiederaufstieg in die Bundesliga beteiligt. Eidinger ging nicht mit Hannover in die Bundesliga. Er wechselte ins Amateurlager und spielte in den nächsten Jahren für TuS Celle FC, DJK Sparta Langenhagen, ASC Nienburg, SpVgg Preußen Hameln, Göttingen 05, TuS Hessisch Oldendorf und TSV Algesdorf.
Er absolvierte bei Preußen Hameln und TuS Celle insgesamt in der damals drittklassigen Amateur-Oberliga Nord 69 Spiele mit 21 Toren.